# 利亞卡諾拉區
7°11′39″S 78°25′25″W / 7.1943°S 78.4236°W
利亞卡諾拉區（西班牙語：Distrito de Llacanora），是秘魯的一個區，位於該國北部卡哈馬卡大區的卡哈馬卡省，始建於1857年1月2日，面積49.4平方公里，海拔高度2,606米，2005年人口4,651，人口密度每平方公里94人。